# L'Épée dans la pierre
Pour les articles homonymes, voir The Sword in the Stone.
L'Épée dans la pierre (titre original : The Sword in the Stone) est un roman de Terence Hanbury White publié en 1938, puis intégré dans le cycle La Quête du Roi Arthur (Once and Future King, 1958). 

## Résumé
Le récit raconte la jeunesse du roi Arthur aux côtés du magicien Merlin.

## Adaptations

### Au cinéma

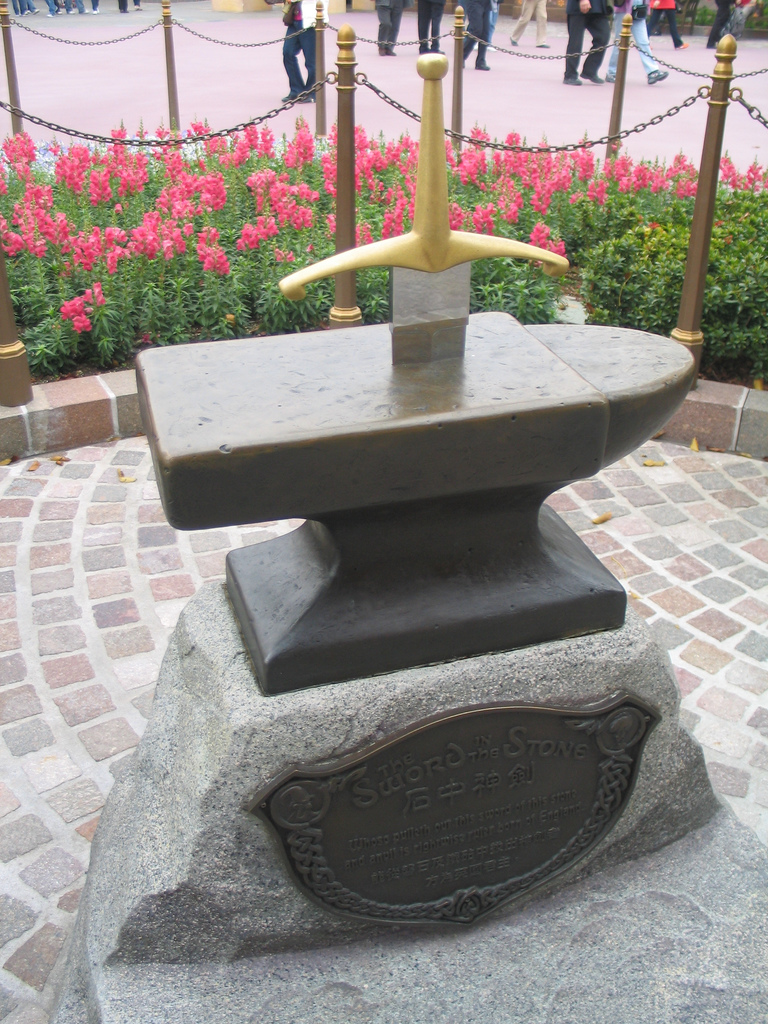
L'Épée dans la pierre (Hong Kong Disneyland).

- 1963 : Merlin l'Enchanteur (The Sword in the Stone), film d'animation réalisé par Wolfgang Reitherman pour les studios Disney, d'après le roman L'Épée dans la pierre

### À la radio
La BBC a adapté L'Épée dans la pierre en 1982 sous la forme d'un conte radiophonique.

## Prix
L'Épée dans la pierre reçoit en 2014 le prix Hugo du meilleur roman 1939. Il s'agit d'un « Retro Hugo » attribué 75 ans après pour combler une année où la Convention mondiale de science-fiction n'avait pas décerné de prix.